# Marina Abroskina de García
Marina Nikolajevna Abroskina de García (Russisch: Марина Николаевна Аброськина де Гарсия, Wolgograd, 31 maart 1967 - Mexico, 17 januari 2011) was een voormalig basketbalspeelster die uitkwam voor het nationale team van de Sovjet-Unie en Mexico. Ze kreeg de onderscheiding Meester in de sport van de Sovjet-Unie, Internationale Klasse.

## Carrière
Abroskina speelde van 1984 tot 1990 voor Dinamo Wolgograd. Ze werd met Dinamo twee keer derde om het landskampioenschap van de Sovjet-Unie in 1989 en 1990. Met het nationale team van de Sovjet-Unie won Abroskina goud op de Europese kampioenschappen in 1989. In juli 1990 hield Dinamo in Mexico een reeks vriendschappelijke wedstrijden met het lokale nationale team. Op de laatste nacht voordat ze naar de Sovjet-Unie terug zouden gaan, was Abroskina afwezig. Ze bleef achter voor de coach van het nationale team van Mexico, de García. Al snel trouwden ze en nam de naam van haar man aan. Een jaar later won Abroskina als lid van het Mexicaanse nationale team de gouden medaille op het Centraal-Amerikaanse kampioenschap. Na 9 jaar voor Mexicaanse clubs te hebben gespeeld, keerde Abroskina terug naar Rusland, waar ze eerst speelde voor Spartak Noginsk en vervolgens voor Nadezjda Wolgograd. In 2002 verhuisde ze naar Zwitserland, waar ze haar spelerscarrière voltooide. De laatste jaren woonde ze constant in Mexico, ze had geen kinderen. Op 17 januari 2011 overleed aan de gevolgen van een hersentumor.

## Erelijst
- Landskampioen Sovjet-Unie:
  - Derde: 1989, 1990
- Europees kampioenschap: 1
  - Goud: 1989
- Kampioenschap Midden-Amerika: 1
  - Goud: 1991